# Stupnički Kuti
Stupnički Kuti su posavsko selo u općini Bebrina, u Brodsko-posavskoj županiji, smješteno 20 km zapadno od Slavonskoga Broda i 4 km od rijeke Save u posavskoj ravnici. Nalaze se na županijskoj cesti Brodski Stupnik - Slavonski Brod. Susjedna sela su Slavonski Kobaš, Bebrina i Brodski Stupnik. U selu se nalazi crkva svete Katarine, društveni dom te zgrada osnovne škole. 

## Stanovništvo
Po popisu stanovništva iz 2021. godine, Stupnički Kuti su imali 331 stanovnika. 
| broj stanovnika | 624   | 608   | 525   | 587   | 563   | 701   | 648   | 712   | 730   | 722   | 633   | 548   | 473   | 430   | 394   | 384   | 331   |
|                 | 1857. | 1869. | 1880. | 1890. | 1900. | 1910. | 1921. | 1931. | 1948. | 1953. | 1961. | 1971. | 1981. | 1991. | 2001. | 2011. | 2021. |

## Galerija
- Ulaz u selo

## Šport
- NK Graničar

## Poznate osobe
- Ignacije Fostač, katolički svećenik i monsinjor

## Vanjske poveznice
|  | Zajednički poslužitelj ima još gradiva o temi Stupnički Kuti |